# منكسفة ثلاثية العروق
منكسفة ثلاثية العروق (الاسم العلمي:Eclipta trinervis) هي نوع غير مؤكد من النباتات تتبع جنس المنكسفة من الفصيلة النجمية.